# Plagiogyriaceae
Ver Pteridophyta para una introducción a las plantas vasculares sin semilla
Las plagiogyriáceas (nombre científico Plagiogyriaceae), con su único género Plagiogyria, son una familia de helechos del orden Cyatheales, que en la moderna clasificación de Christenhusz et al. 2011 es monofilética. 

## Taxonomía
Introducción teórica en Taxonomía
La clasificación más actualizada es la de Christenhusz et al. 2011 (basada en Smith et al. 2006, 2008); que también provee una secuencia lineal de las licofitas y monilofitas.
- Familia 21. Plagiogyriaceae Bower, Ann. Bot. (London) 40: 484 (1926).).

1 género (Plagiogyria). Referencia: Zhang & Nooteboom (1998).

### ClasificaciónsensuSmithet al.2006
Ubicación taxonómica:
Plantae (clado), Viridiplantae, Streptophyta, Streptophytina, Embryophyta, Tracheophyta, Euphyllophyta, Monilophyta, Clase Polypodiopsida, Orden Cyatheales, familia Plagiogyriaceae, género Plagiogyria.
Un solo género, Plagiogyria, con cerca de 15 especies (Zhang y Nooteboom 1998).

## Filogenia
Introducción teórica en Filogenia
Monofilético (Korall et al. 2006).

## Caracteres
Con las características de Pteridophyta.
Rizomas postrados a usualmente erectos, sin pelos ni escamas. 
Hojas dimórficas, láminas pectinadas a 1-pinadas, venas simples a 1-bifurcadas ("1-forked"), libres, o, en las láminas fértiles, a veces anastomosándose hacia el final, las hojas jóvenes densamente cubiertas con pelos multicelulares, glandulares, que secretan mucílago. 
Soros sin indusio. Esporangios que nacen en la parte distal de las venas, un poco acrosticoides. 
Esporangios con pie de 6 filas de células. Anillo ligeramente oblicuo, continuo.
Esporas tetraédricas, trilete.
Gametófitos verdes, cordados.
Número de cromosomas: x = 66?

### Otros proyectos wikimedia
- Wikimedia Commons alberga una categoría multimedia sobre Plagiogyriaceae.
- Wikispecies tiene un artículo sobre Plagiogyriaceae.